# António Carlos Figueiredo
António Carlos Figueiredo (São Pedro do Sul, Sul) é um político português.

## Biografia
Advogado, licenciado em Direito pela Faculdade de Direito da Universidade de Coimbra.
Foi Presidente da Câmara Municipal de São Pedro do Sul, município do Distrito de Viseu, eleito pelo PSD.
Foi eleito Presidente pela primeira vez nas eleições intercalares de 2000, convocadas após uma crise política que se gerou dentro do anterior executivo socialista e que culminou com a demissão em bloco dos seus vereadores em rota de colisão com o então Presidente Bandeira de Pinho.